# Hålmattvävare
Hålmattvävare (Palliduphantes pallidus) är en spindelart som först beskrevs av O. Pickard-Cambridge 1871.  Hålmattvävare ingår i släktet Palliduphantes och familjen täckvävarspindlar. Arten är reproducerande i Sverige. Inga underarter finns listade i Catalogue of Life.